# El Puerto (Vallejera)
El Puerto es un diseminado del municipio de Vallejera de Riofrío, en la provincia de Salamanca, comunidad autónoma de Castilla y León, España. Es llamado "La ventana de la sierra" por sus bellas vistas de la sierra de Béjar, 

## Geografía
Está a unos 950 metros del casco urbano de Vallejera de Riofrío, y a unos 5.9 kilómetros de Béjar. Se encuentra en la N-630 (Ruta de la Plata) que une Gijón con Sevilla, muy cerca del Puerto de Vallejera, al cual debe su nombre.
Se considera la pedanía más alta de la provincia de Salamanca, superando los 1170 m s. n. m., y su concejo se considera el segundo municipio más alto de la provincia, con 1150 m s. n. m.

## Demografía
La población ha sufrido varios cambios en los últimos 60 años, llegando a los 7 vecinos en el año 1990. Actualmente tiene 9 vecinos (INE 2012), la mayor población registrada, siendo de ellos 4 varones y 5 mujeres.
| Gráfica de evolución demográfica de El Puerto entre 1900 y 2023                          |
|                                                                                          |
| Fuente: Instituto Nacional de Estadística de España - Elaboración gráfica por Wikipedia. |

- Datos: Q5822986